# Temex
Temex (Telemetry Exchange) war ein Datenübertragungsdienst (auch als Fernwirk-Dienst bezeichnet) der Deutschen Bundespost.
Temex wurde seit 1981 entwickelt und sollte ab 1985 zunächst einem begrenzten Kundenkreis angeboten und später flächendeckend ausgebaut werden. Die Einführung folgte allerdings erst 1988 und wurde 1994 wieder eingestellt.
Temex ist eine Data-over-voice-Technik. Mit Splittern (Frequenzweichen) an beiden Enden einer Fernmeldeleitung war es möglich, Tonsignale zwischen 38 kHz und 40 kHz einzukoppeln. Die Datenübertragungsrate des Temex-Dienstes war sehr gering, aber ausreichend, da nur Zustandsänderungen übertragen wurden.
Als mögliche Nutzungsmöglichkeiten waren bestimmt:
- Strom- und Gaszählerstände sollten von den Energieversorgungsunternehmen per seriellen Ausgang abgelesen werden, siehe Stromzählern
- über Temperatursensoren sollte die Zimmertemperatur abrufbar und die Heizungsanlage über Aktoren einstellbar sein und bei Bränden die Feuerwehr alarmiert werden, siehe Brandmeldeanlagen
- über Sensoren sollte geprüft werden, ob wertvolle Objekte sich noch an ihrem Ort befinden oder über elektrische Kontakte an Fenstern und Türen mögliche Einbrüche ermitteln und an die Polizei oder einer Sicherheitsfirma weiterleiten, siehe Alarmanlage
- ältere und behinderte Menschen sollten über einen am Körper getragenen oder in der Wohnung vorhandenen Alarmknopf eine Notrufzentrale erreichen, siehe: Hausnotruf.

Die Datenschutzbeauftragten des Bundes und der Länder forderten im Juni 1984 im Zusammenhang mit Temex eindeutige gesetzliche Regelungen für die geplante Einführung. Nach Ansicht des Landesbeauftragten für den Datenschutz in Hamburg, Claus Henning Schapper, musste von vornherein eine geschützte Privatsphäre und die im Grundgesetz beschriebene Unverletzlichkeit der Wohnung gewährleistet sein.